# 百眼巨人號航空母艦
百眼巨人號航空母艦（HMS Argus，「Argus」是希臘神話中的百眼巨人名字）是英國皇家海軍一艘自1918年服役至1944年的航空母艦，也是世界上第一艘全通式甲板航空母艦。百眼巨人號是英国皇家海军第一艘真正意义上的航空母艦外型的船艦，但因為其起初並非作為航空母艦而設計，而只能說具有現代航艦的雛型（第一艘以航空母艦的設計而建造船隻為日本帝國海軍的鳳翔號航空母艦），由於其全通式甲板的特徵令它得到了「熨斗」、 「針線盒」（Ditty Box）的綽號。

## 歷史

### 建造与服役
百眼巨人號最初為義大利羅亞德·薩包多公司（Lloyd Sabaudo）建造的遠洋郵輪「羅索伯爵號」（Conte Rosso，标准排水量15350吨），由格拉斯哥的威廉比爾德莫爾公司建造。於1914年放下龍骨，然而在它下水前就因战争停工，在1916年被英國皇家海軍買下，並改裝為航空母艦。
在改裝之初，它就裝設了贯通前后的全通式甲板，讓傳統飛機能夠起降。在該舰建造之前，暴怒號航空母艦就曾裝設了被上層主結構分離的艦尾與艦首甲板。最初百眼巨人號計畫在兩舷側甲板分别裝設并列的島狀結構上层建筑，容纳舰桥与烟囱，在1916年11月在英國國家物理實驗室所屬風洞進行模型測試，測試結果發現這種雙艦島設計不只會造成氣流紊乱，船隻整體強度也會出問題，阻礙飛行而取消此計畫，取消了飞行甲板以上所有的上层建筑，形成“平顶船”的样式。
百眼巨人號在設計時便多次研究她的重心穩定問題，即使排放掉600噸壓艙水的狀態下，她的定傾高( metacentric height )在輕載時為1.6英尺(0.49公尺)，滿載時為3.8英尺(1.2公尺) ，這讓她在高速航行時穩定與航行機動都相當良好；但是在低速狀況時因為艦體較大的受風面積因此變得較為鈍重。百眼巨人號舰体两舷设置露天舰桥，并在飞行甲板前部中心线安装小的升降式操舵室，飞行作业时下降到甲板以下。对动力设施实施了改进，由原来的9座燃煤锅炉改为12座燃油锅炉，航速超过20节，以便协同舰队作战。为了减少烟囱排烟对飞行甲板的影响，将锅炉烟气汇集到两条布置于飞行甲板与机库顶棚延伸至舰尾的水平烟道中从舰尾排出，但烟道散发的高温影响了机库的作业环境。
百眼巨人號利用邮轮船体宽大的内部空间设置单层机库，機庫長330英尺(100.6公尺)、 寬48-68英尺(14.6-20.7公尺)、高16英尺(4.9公尺)，機庫以當時標準來說算是相當地大，內裝有3具防火簾幕，可在必要時分隔艙間；連接飛行甲板的升降機配置兩部，前升降機面積為9.1x11公尺、後升降機18.3x5.5公尺，百眼巨人號的升降機也是英國航空母艦在二戰中唯一一艘能夠將不折起機翼的陆基飛機收納進機庫的航空母艦，這也使它在日後成了執行運輸飛機任務的重要艦隻，並經常被佈署。飛機燃油儲存安裝在水線下艙間，共有2個燃料槽，可容納8000英式加侖(36400公升)的燃料。彈藥庫也配置2座，前彈藥庫只儲藏炸彈，有2英吋厚的側面甲板防護；後彈藥庫則儲放炸彈與魚雷，彈藥庫四面八方都配置了2英吋的裝甲防護。
百眼巨人號於1917年12月2日下水，並於1918年9月6日服役，改装花费66.05万英镑。首先完成降落該艦的是在1918年10月1日由理查·貝爾·戴维斯（Richard Bell Davis）中校駕駛的支柱式飛機。当时曾设想携带鱼雷轰炸机对德国公海舰队的锚地发动攻击，因战争结束而没有实施。

### 两次世界大戰期間
在完成训练形成战斗力时剛好在一次大戰結束沒多久，英国海军恢复和平体制；并且与后续建造的全新航母相比，由於該艦的小型體積搭载能力不足與低航速，它作為戰鬥艦隻的價值有限，因此，它主要被用來發展航空母艦科技和訓練海軍航空兵。由於百眼巨人號在1921年12月9日前建造，因此華盛頓海軍條約歸類它為實驗船艦，並不需要拆除。
在1920年代初期，百眼巨人號增加了一座起重機於艦尾。在1925至26年期間，它進行二度改裝，解決艦身重心過高稳性不足的問題，满载排水量增至17020吨。1927年英國海軍評估
百眼巨人號的狀況，認為她還可以服役15年，但是在20年代末期，百眼巨人號被更先進、更大的艦隻所取代，因而被調離第一線，作為訓練用航空母艦。
到了1936年2月，百眼巨人號被改裝為搭載DH82"虎蛾"式教练机的母艦。為此同年進廠進行改裝；她的鍋爐更換成6座退役V/W级驅逐艦用的鍋爐，增加了最大航速與加減速的能力。拆除了所有4吋砲，改裝為封閉式艦首，並增設液壓彈射器，相關工程於1938年7月30日完成，並利用1個月的時間完成海試。

### 第二次世界大戰

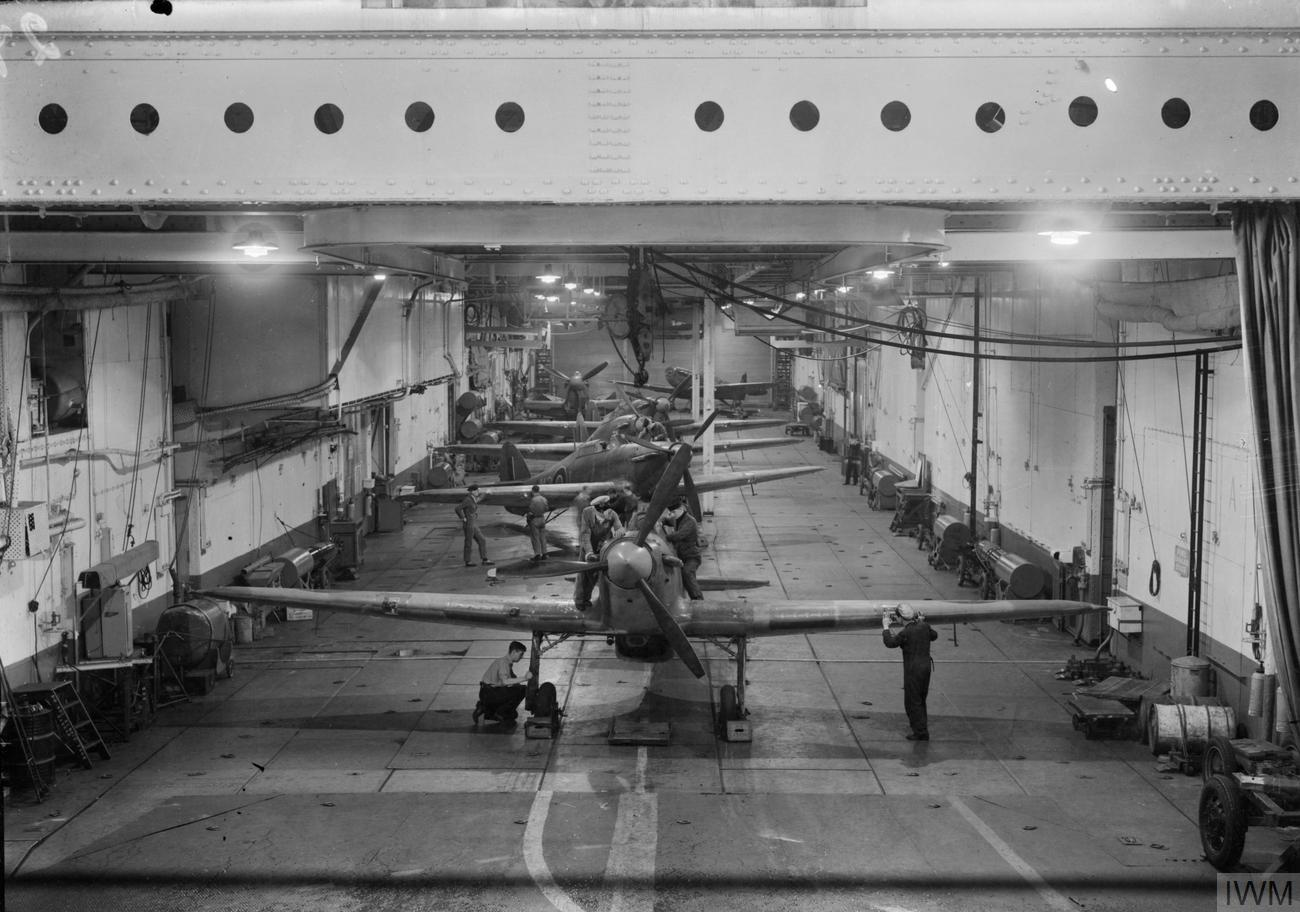
百眼巨人號航空母艦的飛機庫

百眼巨人號在二戰初期作為訓練艦，但因為1939年至1941年皇家海軍的嚴重損失—勇敢號、光榮號與皇家方舟號等航空母艦接連被擊沉，卓越號也受到重創。機庫巨大的百眼巨人號因此重返第一線，成為皇家海軍唯一一艘能搭載非折叠翼飛機的航空母艦。
百眼巨人號第一次作戰任務為1940年6月与胡德号战列巡洋舰护送一支运送澳、新部队的运兵船队抵达英国。1941年至1942年期間運送飛機到馬爾他、直布羅陀和塔科拉迪。在1941年8月，它還運送了一中隊的颶風戰鬥機到俄羅斯。1941年後期，百眼巨人號被派往H艦隊前往西地中海。
1942年6月在鱼叉行動中，提供空中保護馬爾他船團的護航艦隊，百眼巨人號有15架剑鱼式攻击机以及管鼻燕式戰鬥機、鷹號也有16架海颶風戰鬥機，雖然武裝不多，但其空中保護能力仍算不錯。此外，兩艘航空母艦可在同一時間裡保持2架管鼻燕式與4到6架颶風式戰鬥機於空中；在作戰期間，兩艘航空母艦的艦載機共擊落了13架軸心國戰機，自身則損失了3架颶風式與2架管鼻燕式。
1942年，百眼巨人號並派去支援北非戰場的火炬行動，在作战过程中被德军轰炸机击伤，而到1943年時再度轉為訓練用航空母艦，1944年時退至後線，作為供士兵住宿的船艦。1946年5月6日从英国海军除籍，1947年時，百眼巨人號出售被拆毀。

## 資料來源
1. ↑  Mcbride, Keith, , Roberts, John  (编), , Conway Maritime press: 77, 1994, ISBN 0851776302
2. ↑  The Grand Fleet: Warship Design and Development 1906-1922, D.K. Brown
3. 1 2 3 4 5 6  Mcbride, Keith, , Roberts, John  (编), , Conway Maritime press: 78–79, 1994, ISBN 0851776302
4. ↑   Designing the grand fleet : warship development, 1905-1923, D K Brown, 1999, Chatham Publishing, ISBN 186176099X
5. 1 2 3 4  Mcbride, Keith, , Roberts, John  (编), , Conway Maritime press: 80–81, 1994, ISBN 0851776302
6. 1 2  Mcbride, Keith, , Roberts, John  (编), , Conway Maritime press: 82–83, 1994, ISBN 0851776302

## 外部連結
- Maritimequest HMS Argus photo gallery （页面存档备份，存于）
- Fleet Air Arm archive
- Ships That Mother Seaplanes: craft of the "hush-hush" fleet may play a part in first trans-Atlantic flight, Popular Science monthly, February 1919, page 80, Scanned by Google Books: http://books.google.com/books?id=7igDAAAAMBAJ&pg=PA80 （页面存档备份，存于）